# WxWidgets
wxWidgetsとはクロスプラットフォームなウィジェット・ツールキットであり、C++で記述されているが、多くのプログラミング言語向けにバインディングが用意されており、Python、Perl、JavaScriptなどから使うことが出来る。　移植性が高くWindowsを初めmacOS、Linuxなど多くのオペレーティングシステム (OS) で動かすことが出来る。また、単なるウィジェットだけでなく他のOSに移植しやすいように文字列操作やファイル管理、HTTPによる通信を行う機能も用意されている。　他の多くのウィジェット・ツールキットと違い各コンポーネントの描画をOSに行わせているため各々のOSに調和したコンポーネントを表示できる。 さらに、C++で記述されているため高速で、JavaのSwingのように事前にソフトをインストールしなくても利用できる。

## 歴史
wxWidgets(当初はwxWindows)は1992年、エディンバラ大学でJulian Smartによって開発が開始された。Julianは1986年にセント・アンドルーズ大学 (スコットランド)で計算科学の優等学位を取得しており、現在でも中心的な開発者である。
2004年2月20日、wxWindowsの開発者たちは、プロジェクト名をwxWidgetsに変更する旨を発表した。これはマイクロソフトがJulian Smartに対して、自社の持つWindowsというイギリスの登録商標に配慮してほしいと要請したためである。メジャーリリースバージョンは、2003年6月9日に2.4、2005年4月23日に2.6、2006年12月14日に2.8.0がリリースされた。

## wxWindowsライセンス
wxWindowsは、オープンソースイニシアティブによって承認されているwxWindowsライセンスの条文によってライセンスされる。このライセンスはLGPLに幾つかの例外条項を付け加えたものである。